# Zoisiet
Het mineraal zoisiet is een calcium-aluminium-silicaat met de chemische formule Ca2Al3Si3O12(OH). Het sorosilicaat behoort tot de epidoot-groep.

## Eigenschappen
Het grijze, appelgroene (variëteit anyoliet), blauwe (variëteit tanzaniet) of rozerode (variëteit thuliet) zoisiet heeft een glas- tot parelglans, een witte streepkleur en een perfecte splijting volgens het kristalvlak [001]. De gemiddelde dichtheid is 3,3 en de hardheid is 6,5. Het kristalstelsel is orthorombisch en het mineraal is niet radioactief. De monokliene variant van zoisiet wordt clinozoisiet genoemd.

## Naam
Het mineraal zoisiet is genoemd naar de Oostenrijkse natuurwetenschapper Siegmund Zois (1747 - 1819).

## Voorkomen
Het mineraal zoisiet is een algemeen mineraal in metamorfe en pegmatitische gesteenten. De typelocatie is Rauris en Sau-alpen, Oostenrijk. Tanzaniet wordt alleen gevonden in de Meralani Hills in Arusha, Tanzania. In Lexviken, Noorwegen komt thuliet voor. Ook in Travasella, Italië en Alchuri, Pakistan wordt zoisiet gevonden.